# Винтон (Охајо)
Винтон (енгл. Vinton) град је у америчкој савезној држави Охајо.

## Демографија
По попису из 2010. године број становника је 222, што је 102 (-31,5%) становника мање него 2000. године.
| Група             | 2000.       | 2010.       |
| Белци             | 317 (97,8%) | 219 (98,6%) |
| Афроамериканци    | 2 (0,6%)    | 2 (0,9%)    |
| Азијати           | 1 (0,3%)    | 0 (0,0%)    |
| Хиспаноамериканци | 1 (0,3%)    | 1 (0,5%)    |
| Укупно            | 324         | 222         |